# Іракські залізниці
Іракські залізниці (араб. الشركة العامة لسكك الحديد العراقية‎) — національний оператор залізниць в Іраку. В міжнародній практиці іменується як IRR (англ. Iraqi Republic Railways).
У складі державної компанії знаходиться 1 905 кілометрів шляху зі стандартною колією. Залізниця перктинає країну з південного сходу від Басри на північний захід до Багдада і далі з розгалуженням до Ербіля, Мосула, Акашата.

## Історія
Перше залізничне сполучення Багдад-Самарра протяжністю 123 кілометри відкрито в Іраку в 1914 році. У роки Першої світової війни британські війська побудували тут розгалужену мережу шляхів для військових потреб. Після війни іракська територія відійшла під мандат Великої Британії і стала називатися Месопотамією.
У квітні 1920 року військові передали наявну мережу приватній британській компанії Залізниці Месопотамії (англ. Mesopotamian Railways). У 1932 році Ірак стає незалежною державою. У тому 1936 року Велика Британія продає компанію уряду Іраку, яке дає їй нову назву - Іракські державні залізниці. Свою нинішню назву компанія отримала в 1958 році після військового перевороту, в результаті якого Ірак проголошено республікою.
Згідно з даними експертів, в період з 1980 року по 2003 рік загальний обсяг збитків IRR «від воєн і грабежів» склав приблизно $ 1 млрд.
У результаті війни в Іраку, розпочатої американцями в 2003 році, пасажирське залізничне сполучення практично повністю припинилося. Лише в жовтні 2008 року транспортний сервіс відновлено між Багдадом і його південним передмістям Доура.